# Helios Klinikum Erfurt
Das Helios Klinikum Erfurt ist ein Krankenhaus der Maximalversorgung in der thüringischen Landeshauptstadt Erfurt und Akademisches Lehrkrankenhaus der Friedrich-Schiller-Universität Jena. Es ist Teil der Helios Kliniken GmbH, eines Unternehmensbereiches des Gesundheitskonzerns Fresenius. Mit 1.282 Betten und mehr als 30 verschiedenen Fachbereichen ist es die größte Klinik der Stadt. Das Klinikum ist 1994 aus der als Hochschuleinrichtung abgewickelten Medizinischen Akademie Erfurt hervorgegangen.

## Geschichte

Verwaltungsgebäude der Städtischen Krankenanstalten um 1900

Das Erfurter Klinikum ging aus den 1880 gegründeten Städtischen Krankenhausanstalten hervor. In Erfurt gab es zu dieser Zeit ein katholisches und ein evangelisches Krankenhaus, deren Kapazitäten aber nicht mehr ausreichten. Durch ein allgemeines, nicht konfessionell gebundenes städtisches Krankenhaus sollten diese Probleme beseitigt werden. Den Auftrag zur Ausarbeitung der Baupläne erhielt der damalige leitende Arzt des evangelischen Krankenhauses, E. A. Brehme. Bis 1882 entstanden auf einem Gelände am Nordrand der Stadt elf Bauten im Pavillonsystem, darunter z. B. ein Isolier-Pavillon für ansteckende Krankheiten, ein Direktorenhaus, ein Verwaltungsgebäude und eine Speise- und Waschküche. Später wurde das zwischen 1894 und 1896 errichtete Garnisonslazarett mit in das Gelände einbezogen.
Da durch das Wachstum der Stadt immer mehr Betten benötigt wurden, entstanden vor dem Ersten Weltkrieg eine Reihe von weiteren Pavillonbauten. In den 1920er Jahren (1926–1928) kam ein dreistöckiges Chirurgiegebäude hinzu, das damals als das modernste Deutschlands galt. Ende der 1930er Jahre wurde ein Gebäude für Innere Medizin errichtet, das nur einen Flügel einer großen zukünftigen Klinik bilden sollte, die dann jedoch wegen des Kriegsbeginns nicht weitergebaut wurde. Während des Zweiten Weltkrieges dienten die Städtischen Krankenanstalten auch als Reservelazarette.
Am 20. Juli 1954 entschied das Ministerium für Gesundheitswesen, auch in Erfurt (wie im gleichen Jahr in Dresden und Magdeburg) eine neue medizinische Hochschuleinrichtung, die Medizinische Akademie Erfurt zu gründen. Die vorhandenen Kliniken bildeten den Grundstock, und die Medizinische Akademie wurde am 7. September feierlich eröffnet. Um den Anforderungen einer medizinischen Hochschuleinrichtung zu entsprechen, wurden verschiedene bauliche Maßnahmen vorgenommen. Mit Neubauten für die Bereiche Pathologie, Hals-Nasen-Ohrenheilkunde und Augenheilkunde sowie der Einrichtung von Hörsälen und verschiedenen Institutionen etablierte sich die Medizinische Akademie Erfurt als klinische Ausbildungsstelle für Ärzte. Vertreten waren nun auch die Neurologie und Psychiatrie. Die Kinder-, Haut- und Frauenklinik sowie die Orthopädische Klinik waren in Außenbereichen angesiedelt. Durch die Angliederung einer Medizinischen Fachschule im Jahre 1961 konnte mittleres medizinisches Personal ausgebildet werden. 1975 kam die Sektion Stomatologie (Zahnheilkunde) hinzu.
Als im November 1992 durch Regierung und Landtag entschieden wurde, die Medizinische Hochschule Erfurt zu schließen, gab es Proteste. Gegner befürchteten nicht nur, dass sich die Studienbedingungen und die medizinische Betreuung verschlechtern würden, sondern auch, dass die medizinisch-wissenschaftliche Forschung vernichtet würde. Trotz anhaltender Proteste wurde die Medizinische Akademie Ende 1993 geschlossen. Mit den beiden Gesellschaftern Stadt Erfurt (zunächst 51 % der Anteile) und Gesellschaft für Klinikmanagement (Berlin-)Teltow wurde die Klinikum Erfurt GmbH gegründet. 1994 wurde ein Architektenwettbewerb für den Bau eines neuen Zentralgebäudes mit Empfangsbereich, Notaufnahme, chirurgischem Zentrum, anderen Fachabteilungen sowie Bettentrakten durchgeführt, bei dem das im Krankenhausbau erfahrene Architekturbüro Rossmann + Partner in Karlsruhe den ersten Preis gewann. 1997 erwarb die Helios Kliniken GmbH zunächst 51 Prozent der Anteile, der Rest folgte 2002.

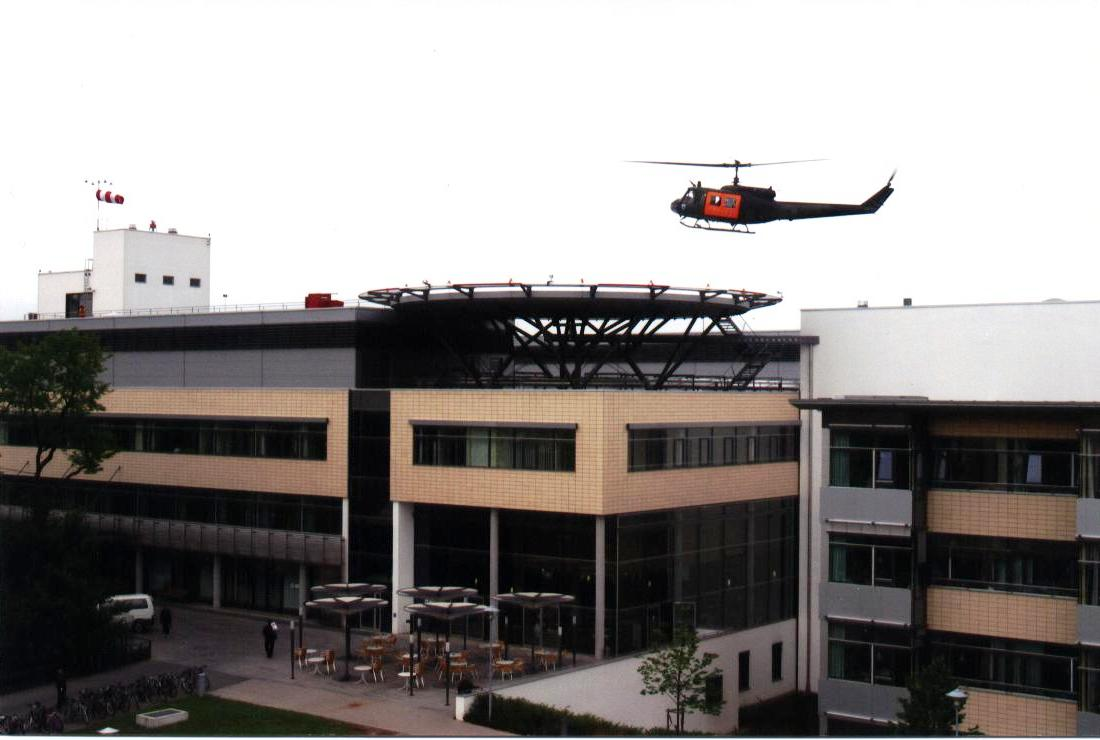
Der Neubau des Chirurgischen Zentrums war 2002 bezugsfertig

Mit dem Ziel, das Erfurter Klinikum für die Stadt und Region Mittelthüringen als ein leistungsfähiges Krankenhaus der Maximalversorgung zu erhalten, wurden weitere Investitionen getätigt. So entstanden bis 1998 auf dem Klinikgelände Neubauten für die Fachbereiche Nuklearmedizin und Strahlentherapie. Durch den Bau des Chirurgischen Zentrums wurden alle chirurgischen Fachbereiche unter einem Dach vereint. In die bisherige Klinik für Chirurgie zog ein Zentrum für Frau, Mutter und Kind ein (Frauen- und Kinderklinik). Im rekonstruierten Gebäude für Innere Medizin (frühere HNO- und Augen-Klinik) wurden die Gastroenterologie, Endokrinologie, Diabetologie, Hämatologie, Onkologie, Nephrologie, die Dermatologie und das Thoraxzentrum angesiedelt. 2003 eröffnete das Frau-Mutter-Kindzentrum mit Perinatalzentrum Level 1, Geburtshilfe und Neonatologie. Der Umbau von vier Stationen zur Privatklinik wurde ebenfalls in diesem Jahr abgeschlossen. Mit dem Umzug des Sozialpädiatrischen Zentrums an die Nordhäuser Straße war ab 2004 das gesamte Klinikum auf einem Gelände vereint.
In den folgenden Jahren gab es immer wieder Neu- und Umbaumaßnahmen. So wurden eine Palliativstation und ein externer Montessori-Kindergarten eingerichtet, die Erwachsenen- sowie Kinder- und Jugendpsychiatrie und das Zentrum für Geriatrie (Altersheilkunde) zogen in neue Räumlichkeiten. Im Februar 2011 erfolgte auf dem Klinikgelände eine große Umzugsaktion: Die im Klinikum integrierte Apotheke, eine der größten Thüringens, die auch drei weitere Helios-Kliniken sowie die Rettungsdienste im Umland beliefert, fand nach 66 Jahren ein neues Domizil mit modernen Laboren und einer technisierten Medikamentenausgabe. In der ersten Jahreshälfte 2013 wurde das Notfallzentrum umgebaut. Ein Wartebereich sowie neue Untersuchungs- und Behandlungsräume entstanden. Im Juni 2015 wurde im Mensagebäude das Audiologiezentrum eröffnet. In den High-Tech-Laboren können Hör- und Gleichgewichtsstörungen diagnostiziert und therapiert werden. Im Mensagebäude entstand ebenfalls im Jahr 2015 eines von bundesweit drei Helios Simulationszentren. Ärzte und Pflegekräfte können hier unter realen Bedingungen mit Hilfe von Patientensimulatoren und unter Anleitung von Instruktoren Standard- und Notfallsituationen üben. Zum Jahresbeginn 2016 wurde ein Hybrid-OP eröffnet, in dem Radiologen, Gefäßchirurgen und Kardiologen gemeinsam operieren können.

## Kliniken

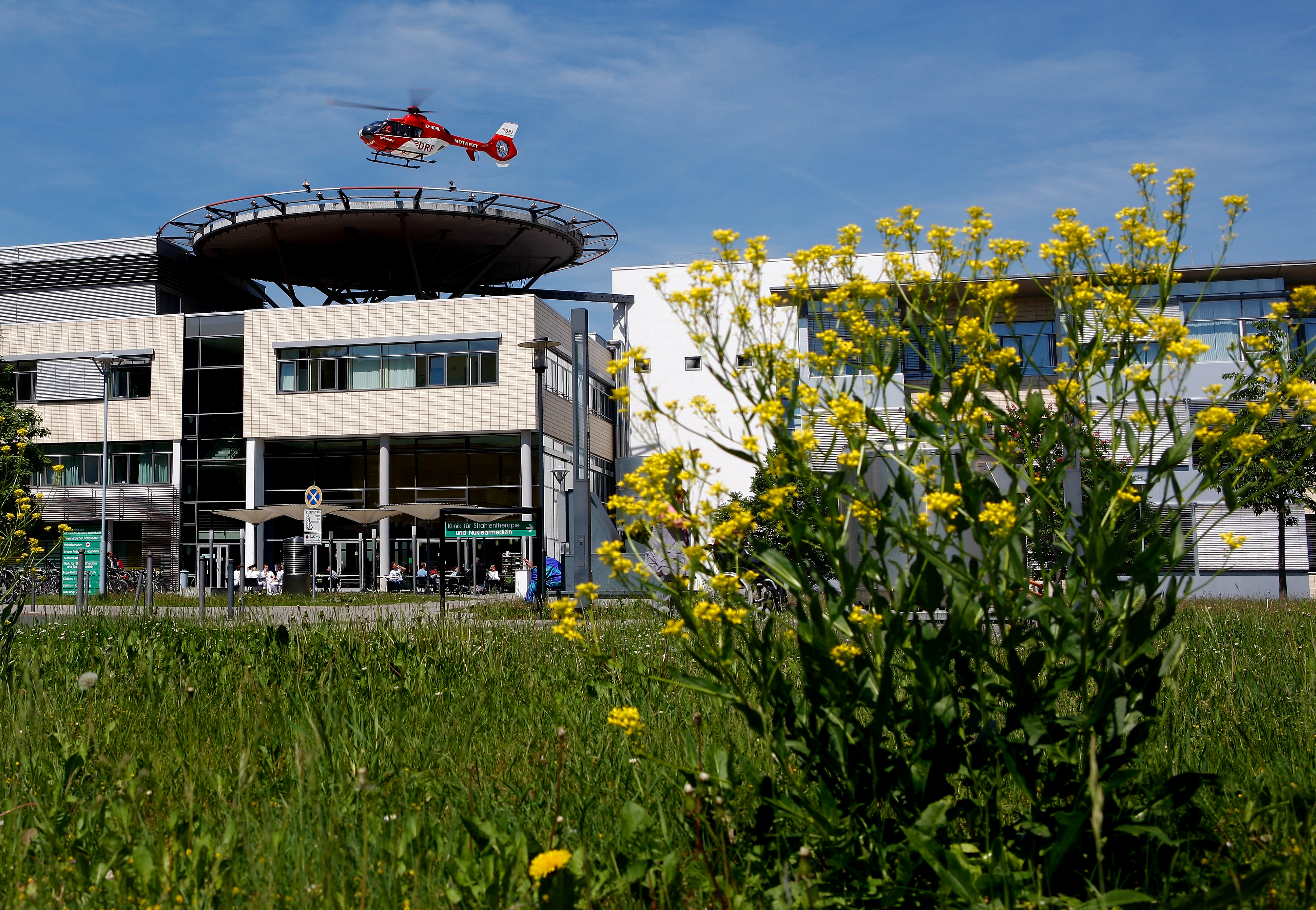
Hauptgebäude des Helios Klinikums Erfurt

Das Helios Klinikum Erfurt gliedert sich in mehr als 30 verschiedene Kliniken, Abteilungen, Institute und Zentren. Vertreten sind folgende Fachbereiche:
- Allgemein- und Viszeralchirurgie
- Anästhesie, Intensivmedizin und Schmerztherapie
- Angiologie
- Apotheke
- Augenheilkunde
- Dermatologie und Allergologie
- Diagnostische und interventionelle Radiologie und Neuroradiologie
- Frauenheilkunde und Geburtshilfe
- Gastroenterologie/Hepatologie, Endokrinologie / Diabetologie, Rheumatologie (2. Medizinische Klinik)
- Geriatrie
- Gefäßchirurgie und endovaskuläre Chirurgie
- Hals-, Nasen- und Ohrenheilkunde, Plastische Operationen
- Hämatologie und internistische Onkologie, Hämostaseologie (4. Medizinische Klinik)
- Kardiologie, Internistische Intensivmedizin (3. Medizinische Klinik)
- Kinderchirurgie und Kinderurologie
- Kinder- und Jugendmedizin
- Kinder- und Jugendpsychiatrie, Psychotherapie und Psychosomatik
- Mund-, Kiefer- und Gesichtschirurgie, Plastische Operationen
- Nephrologie
- Neurochirurgie
- Neurologie
- Notfallzentrum
- Nuklearmedizin
- Orthopädie und Unfallchirurgie
- Palliativmedizin und Schmerztherapie
- Pathologie
- Physikalische Medizin und Rehabilitation
- Pneumologie, Schlaf- und Beatmungsmedizin (1. Medizinische Klinik)
- Psychiatrie, Psychotherapie und Psychosomatik
- Radiochirurgie und Prazisionsbestrahlung
- Strahlentherapie und Radioonkologie
- Thoraxchirurgie und thorakale Endoskopie
- Urologie
- Wirbelsäulenchirurgie

### Zentren
Zu den Kliniken kommen verschiedene Zentren, in denen mehrere Fachbereiche interdisziplinär zusammenarbeiten:
- Helios Brustzentrum Erfurt
- Beckenbodenzentrum
- CyberKnife-Zentrum Mitteldeutschland
- Helios Darmzentrum Erfurt
- Helios Gefäßzentrum Erfurt
- Giftinformationszentrum
- Helios Hauttumorzentrum Erfurt (erstes Hauttumorzentrum Deutschlands[1] und von der Deutschen Krebsgesellschaft zertifiziert[2])
- Zentrum für Innere Medizin (1.–4. Medizinische Klinik)
- Helios Kopf-Hals-Tumorzentrum
- Kinderschutzambulanz
- Onkologisches Zentrum
- Perinatalzentrum Level 1
- Helios Prostatakarzinomzentrum Erfurt
- Helios Neuroonkologisches Zentrum Erfurt
- Sozialpädiatrisches Zentrum
- Thoraxzentrum
- Tumorzentrum Erfurt e. V.
- Versorgungszentrum für brandverletzte Kinder in Thüringen
- Zentrum für Ästhetische Medizin
- Zentrum für Geriatrie

## Krankenhaushygiene
Die Hygiene-Richtlinien des Krankenhauses fußen auf einem gesamtheitlichen Helios-Konzept. Dieses vereint die Vorgaben des Infektionsschutzgesetzes, des Robert Koch-Institutes und der Thüringer Hygiene-Verordnung, gepaart mit einem Leitfaden zur internen Umsetzung. Darüber hinaus erfasst die Helios-Gruppe mehr Erreger als vorgeschrieben. In Erfurt sichern die Umsetzung des Hygiene-Konzeptes derzeit acht Hygienefachkräfte unter der ärztlichen Leitung von Dr. Claudia Höpner ab, unterstützt durch 67 hygienebeauftragte Pflegekräfte und 26 hygienebeauftragte Ärzte. 2016 wurde zusätzlich ein Antibiotic-Stewardship-Team in der Klinik eingeführt. Dieses Team berät die Ärzte zur Substanzauswahl, Dosierung, Applikationsart und Behandlungsdauer, also zum rationalen Einsatz von Antibiotika, um die Behandlungsqualität zu verbessern und Resistenzentwicklungen zu minimieren.
Als einziger Klinikträger in Deutschland veröffentlicht Helios halbjährlich die Erregerzahlen in seinen Kliniken im „HygieneEinBlick“. Hier sind auch für das Helios Klinikum Erfurt die drei wichtigsten Keim-Gruppen MRSA (Methicillin-resistenter Staphylococcus aureus), VRE (Vancomycin-resistente Enterokokken) und MRGN (Multiresistente gramnegative Stäbchen) öffentlich ausgewiesen. Auf diese Weise lässt sich nachvollziehen, wie viele Patienten den jeweiligen Erreger in die Klinik bereits mitgebracht und wie viele Patienten ihn während des Klinikaufenthaltes erworben haben.

## Bekannte Angehörige (Auswahl)
- Alexander Herrmann (1900–1981), Chefarzt der HNO-Abteilung bis 1939